# ميتشل وتفيلد
ميتشل وتفيلد (بالإنجليزية: Mitchell Whitfield)‏ (ولد 8 سبتمبر 1969 في بروكلين) هو ممثل أمريكي قام بدور شرفي في عدد من حلقات المسلسل الشهير فريندز قام بدور باري فاربر الخطيب السابق لراشيل، وقام أيضا بأدوار بطولة في دارما وغريغ (مسلسل) وكتبت جريمة قتل ‏ و وفيلم قريبي فيني
كما قام أيضا بأداء صوتي في فيلم الرسوم المتحركة تي إم إن تي قام بدور دوناتيلو.

## وصلات خارجية
- ميتشل وتفيلد على موقع IMDb (الإنجليزية)
- ميتشل وتفيلد على موقع ألو سيني (الفرنسية)
- ميتشل وتفيلد على موقع أول موفي (الإنجليزية)
- ميتشل وتفيلد على موقع قاعدة بيانات الأفلام السويدية (السويدية)
- ميتشل وتفيلد على موقع قاعدة بيانات الفيلم (الإنجليزية)
- ميتشل وتفيلد على موقع كينوبويسك (الروسية)
- موقعه الرسمي
- صفحته في IMDB

سي اس آي: التحقيق في موقع الجريمة